# La passeggiata (Palazzeschi)
La passeggiata è una poesia futurista scritta da Aldo Palazzeschi.
È contenuta nella raccolta L'incendiario (1905-1909) (Edizioni Futuriste di poesia, 1913), da non confondere con L'incendiario (Milano, Edizioni Futuriste di Poesia, 1910), di cui è solo nominalmente la seconda edizione, e che in realtà contiene gran parte della produzione poetica dell'autore fino a quel momento, con l'aggiunta di alcuni componimenti nuovi fra cui quello in questione. Successivamente viene raccolta in Poesie 1904-1914 (1925, e successive edizioni).
La poesia appare come una sequenza di parole (di cui parecchie in francese), di lettere e di numeri. In realtà l'autore ha semplicemente riportato tutte le scritte che ha letto durante una passeggiata in Via Garibaldi, nonché i dialoghi fatti all'inizio ed alla fine del percorso.
Seguendo le nuove tecniche artistiche introdotte dal futurismo, La passeggiata si rifà allo stile pittorico del collage, applicato alla poesia.
Gian Piero Brunetta vi scorge anche uno dei primi esempi di uso diretto della "visione" cinematografica nella letteratura.